# Надижа
Надижа (словен. Nadiža, итал. Natisone) је река у Словенији и Италији дужине 60 km.
Извире у Словенији, затим тече прко треиторије Италије. Ту се састаје са реком Тер и уливају се у реку Сочу западно од Горице. 
Слив јој износи 322 km².
На њој се налази град Чивидале дел Фријули.